# Dioclea guianensis
Dioclea guianensis là một loài đậu bản địa của châu Mỹ.

## Phân loài
- D. g. guianensis
- D. g. lasiophylla